# Honorine Hermelin

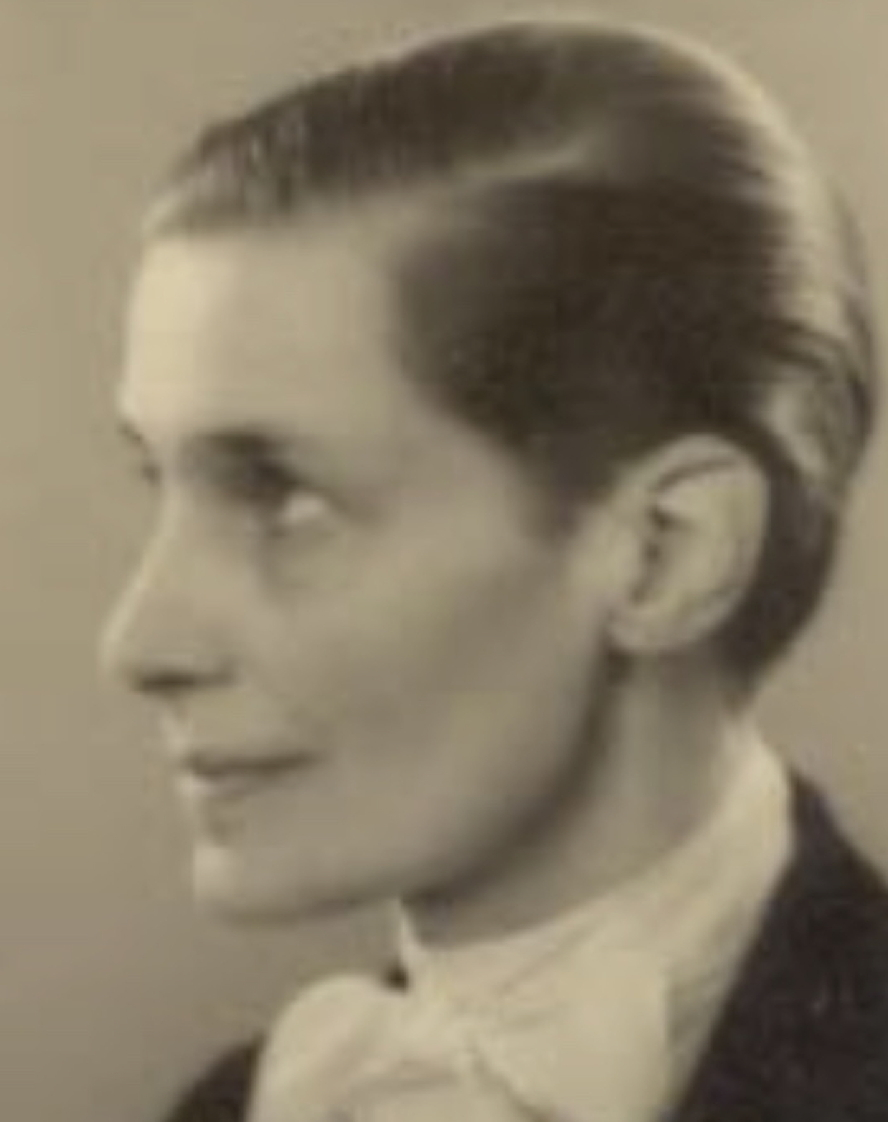
Honorine Hermelin

Honorine Louise Hermelin (* 19. Oktober 1886 in Ekebyborn, Östergötland; † 4. September 1977 in Stockholm) war eine schwedische Frauenrechtlerin, Pädagogin und Übersetzerin sowie Mitbegründerin der Fogelstadgruppe.

## Biographie
Hermelin wurde am 19. Oktober 1886 in der Gemeinde Ekebyborn als das jüngere von zwei Geschwistern in der Familie des Barons und Großgrundbesitzers Joseph Hermelin und seiner Frau Honorine von Koch geboren. Ihre Mutter verstarb zehn Tage nach ihrer Geburt. Ihr Onkel war der Schriftsteller und Übersetzer Eric Hermelin, der sie Deutsch lehrte. Ihr Vater heiratete wieder, diesmal Jane von Koch und zeugte mit ihr sieben weitere Kinder. 
Honorine besuchte die Schule Brummerska skolan in Stockholm, in der sie eine Freundschaft mit Harriet Löwenhjelm knüpfte. Nach einem Studium der Chemie, Religion und Geschichte unter Anna Sandström arbeitete sie die nächsten zehn Jahre als Lehrerin.
Hermelin wurde vor allem als Mitglied der Fogelstadgruppe bekannt, in der sie neben Elisabeth Tamm eine der Initiatorinnen der Kvinnliga medborgarskolan vid Fogelstad, einer bürgerlichen Frauenschule auf dem Gut Fogelstad, war. Sie übernahm Zeit des Bestehens der Einrichtung von 1925 bis 1954 die Leitung dieser und war auch pädagogisch tätig, wo sie radikale, von Immanuel Kant und dem dänischen Pfarrer und Pädagogen Nikolai Grundtvig inspirierte Vorstellungen entwickelte. Im Jahr 1954 wurde sie für ihre Bemühungen mit dem Illis quorum ausgezeichnet.
Im Jahr 1947 heiratete sie Wilhelm Grønbech, dieser starb aber nach nur acht Monaten Ehe.
Sie starb am 4. September 1977 in Stockholm.